# ثيو مارتنز
ثيو مارتنز (بالهولندية: Theo Martens)‏ (14 سبتمبر 1990 بتلبرغ في هولندا - ) هو لاعب كرة قدم هولندي في مركز الوسط. لعب مع فيلم تو تيلبورغ و ونادي فيندام.

## وصلات خارجية
- ثيو مارتنز على موقع إي إس بي إن إف سي (الإنجليزية)
- ثيو مارتنز على موقع قاعدة بيانات كرة القدم.إي يو (الإنجليزية)